# AVM B1-Card

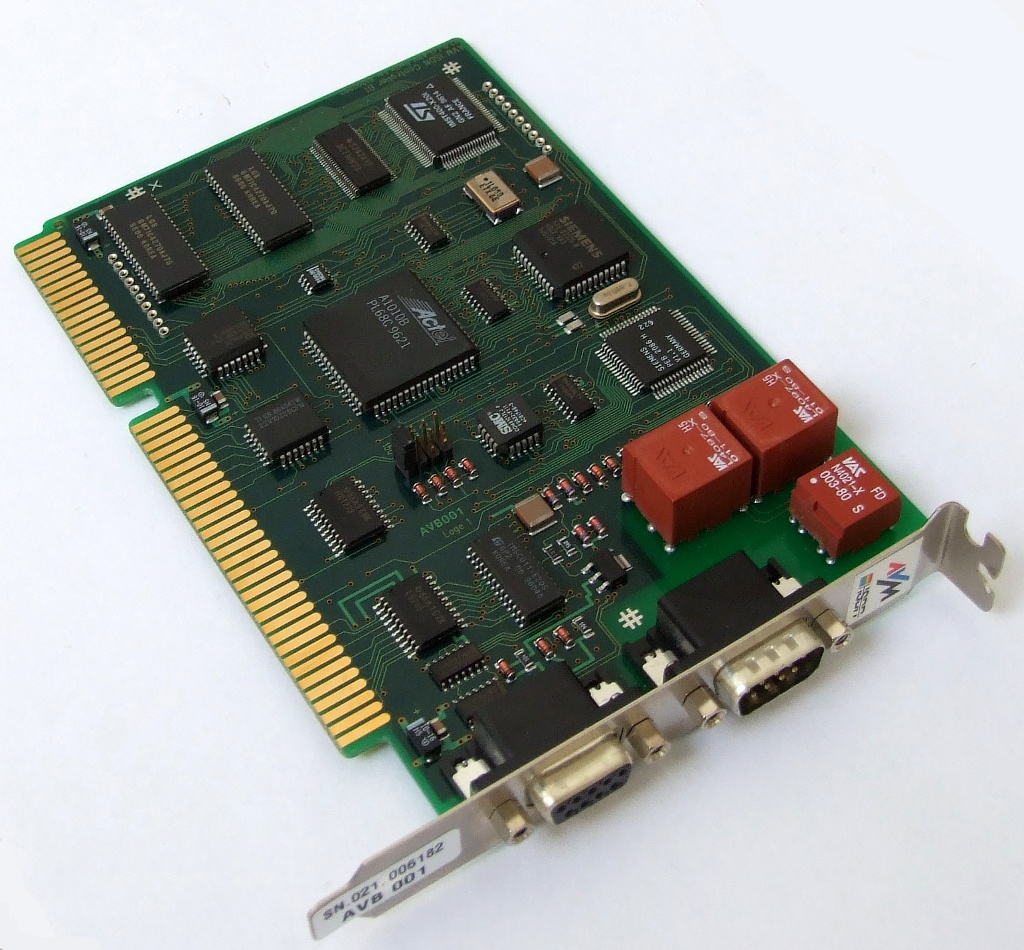
AVM B1-Card V2.0 für den ISA-Bus

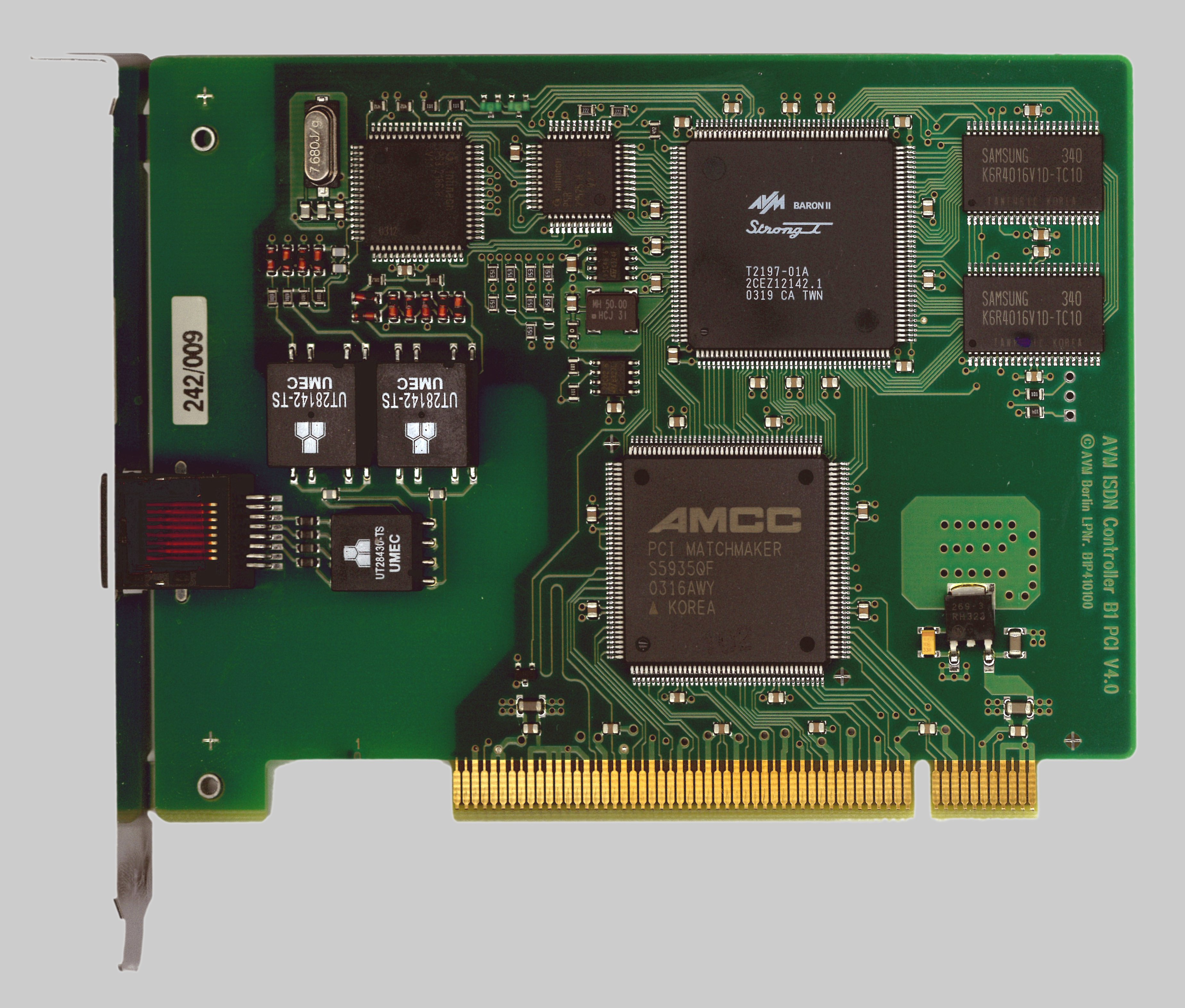
AVM B1-Card V4.0 für den PCI-Bus

AVM B1-Card ist der Produktname der Firma AVM für eine Steckkarte für PCs, die die Anbindung an ISDN ermöglicht.
Im Gegensatz zur Fritz!Card oder AVM A1 besitzt sie einen eigenen RISC-Prozessor, weshalb sie als aktive ISDN-Karte bezeichnet wird. Eher auf den professionellen Bedarf ausgerichtet, kommt sie hauptsächlich in Servern zum Einsatz. Die aktive RISC-Technologie der Karte sorgt im Rechner für besseren Speicherschutz, geringen Speicherverbrauch und garantierte Antwortzeiten in einer Multitasking-Umgebung bei minimaler Belastung des Rechnersystems.
Die Relevanz solcher aktiver ISDN-Karten ist auf Grund anderer Technologien (z. B. DSL) und immer schneller werdender Rechner deutlich zurückgegangen.
Die Karte wird über das CAPI-Protokoll von allen Microsoft-Windows-Betriebssystemen und von den meisten Linux-Distributionen unterstützt. Ursprünglich als ISA-Karte konzipiert, ist die vierte Version der B1-Karte eine busmasterfähige PCI-Steckkarte. Es gab auch eine Variante als PCMCIA-Karte.
Am 11. Dezember 2013 hat AVM in einer Pressemitteilung verlauten lassen, dass die Produktion des ISDN-Controllers B1 eingestellt wird und der letzte ISDN-Controller vom Band läuft. „Für die ISDN-Produktfamilie wird es von AVM keinen direkten Nachfolger mehr geben“, so AVM.